# Heinz Wagner
Heinz Wagner (Menteroda, 11 december 1925 – Jesewitz, 7 juni 2003) was een Duitse schilder.

## Biografie
Wagner begon zijn loopbaan als decoratieschilder. Hij studeerde aan de school voor Architectuur en Schone Kunsten in Weimar en werd vervolgens docent aan de Academie voor Beeldende Kunsten in Leipzig. Hij gaf vanaf 1953 leiding aan de schilder- en tekenklassen. In 1965 promoveerde hij tot hoogleraar. Hij was daarnaast tweemaal vicerector van de school (1961-1967 en 1976-1985). In 1991 ging hij met emeritaat. Wagner overleed na een auto-ongeluk in de buurt van Leipzig.

## Werk
Wagner schilderde aanvankelijk figuratieve doeken, later schilderde hij meer abstract. Hij schilderde portretten en scènes uit het dagelijks leven. Vanaf 1971 schilderde Heinz Wagner portretten van de verschillende rectors van de universiteit van Leipzig, onder wie Georg Mayer (1971), Julius Lips, Lothar Rathman, Hans-Georg Gadamer (1996) en Cornelius White (1999). De senaat van de universiteit besloot, omdat deze reeks tot de schatten van de universiteit behoort, de portretten van alle rectors sinds de heropening van de school in 1946 aan de collectie toe te voegen. Wagner maakte ook portretten van sporters als Erika Zuchold (1968), Kornelia Ender (1977) en Katarina Witt (1986).

## Prijzen
- 1969 kunstprijs van de stad Leipzig.
- 1981 kunstprijs van de DDR.

## Webpagina
- Literatuur van Wagner is te vinden in de catalogus van de Duitse Nationale Bibliotheek.

## Bron
Persbericht van de Universiteit van Leipzig van 1 oktober 1999
- Gemeinsame Normdatei: 122637178
- Virtual International Authority File: 59970814
- WorldCat: E39PBJB8pfW9mJyJ33WDFcWbh3